# Francisco González de la Vega
Francisco González de la Vega (Madrid, 1816 - 1876) fou un compositor espanyol, VII marquès de Villa-Alcázar, Cavaller de Calatrava, i Senador por la província de Salamanca.
Fou deixeble de Masarnau, va escriure nombroses obres de tots els gèneres, cultivant especialment el de cambra. Entre les obres publicades pels seus descendents són dignes d'especial menció un quadern de Romances sense paraules, d'elegant estil, en què, dintre d'una inspiració força personal, s'endevina la influència mendelsshoniana, i un Himno y marcha fúnebre á fray Luis de León, per a orquestra i veus. Se li deu, a més, música religiosa i cors per una tragèdia i una comèdia.